# (3490) Šolc
(3490) Šolc est un astéroïde de la ceinture principale.

## Description
(3490) Šolc est un astéroïde de la ceinture principale. Il fut découvert le 20 septembre 1984 à l'Observatoire Kleť par Antonín Mrkos. Il présente une orbite caractérisée par un demi-grand axe de 2,40 UA, une excentricité de 0,12 et une inclinaison de 5,9° par rapport à l'écliptique.

## Compléments